# 나데즈다 모로조바 (스피드스케이팅 선수)
나데즈다 니콜라예브나 모로조바(러시아어: Наде́жда Никола́евна Моро́зова, 1998년 9월 22일~)는 카자흐스탄의 스피드스케이팅 선수로 2022년 동계 올림픽에 참가했다.
결혼 전 이름은 나데즈다 니콜라예브나 시델니크(러시아어: Наде́жда Никола́евна Сидельник)이다.